# Аккорси, Жюль
Жюль Аккорси (фр. Jules Accorsi; 27 июня 1947, Аяччо, Франция) — французский футболист, тренер.

## Карьера игрока
Мало что известно про игровую карьеру Аккорси. Он играл за «Аяччо», «Реймс», «Гренобль», последним его клубом была «Бастия». По видимому, он закончил играть в конце 60-х. Тренерскую карьеру начал в 1970-м году.

## Карьера тренера

### Начало
Первые четыре года тренерской карьеры Аккорси работал тренером в клубе «Бастия». Клуб лишь два года назад (в 1968) выиграл Второй Дивизион. В это время в клубе часто менялись главные тренеры, команда выступала нестабильно. Самое долгое время в клубе проработал Пьер Каузак, с которым связаны лучшие страницы истории «Бастии». В «период Каузака» клуб дошёл до финала Кубка УЕФА (1978) и Кубка Франции (1972).
В 1974 году Аккорси выпал шанс начать самостоятельную тренерскую карьеру в другом корсиканском клубе — «Аяччо». Однако команда снялась с чемпионата Второго Дивизиона и была отправлена в региональную лигу Корсики. Аккорси покинул клуб и вернулся в «Бастию» Каузака на старую позицию тренера. Работал в «Бастии» тренером до 1979 года. После ухода Каузака в 1979 году остался в клубе и перешёл на пост генерального директора. В период с 1983 по 1986 год занимал такую же должность в клубе «Безансон».

### Дальнейшая карьера
В 1986 году Аккорси вернулся к самостоятельной тренерской деятельности, возглавив скромный клуб «Корте» из корсиканского городка. Работал в команде до 1989 года. После чего впервые уехал тренировать в Африку. В Марокко.
Первым клубом в Марокко для Аккорси стал «Дифаа». В первый сезон Аккорси у руля «Рыцарей Дуккалы» команда заняла 9-е место. На втором году работы — 13-е и Аккорси ушёл из клуба в 1991 году. И перешёл в другой клуб из Марокко — «Ренессанс» из Сеттата, где работал год, до 1992. В едином сезоне при Аккорси команда заняла 9-е место.
Аккорси вернулся во Францию, на Корсику, в ещё один скромный клуб — «Этуаль Филант». В это время команда играла в аматёрских региональных лигах. Аккорси оставался в клубе до 1995 года. Выиграл региональные кубки и чемпионат Корсики. И снова уехал в Марокко. Снова в «Дифаа». Результат — 12-е место и второе увольнение из клуба.
Аккорси снова остался в Африке на один сезон, но уже в Тунисе. Он принял предложение клуба «ОСК Сфакс». Сезон «Нади-эль-Джазира» закончила на предпоследнем месте в чемпионате, набрав лишь 14 очков и вылетев во Вторую Лигу. Аккорси уволили в 1997.
Аккорси вернулся на Корсику, в любительскую команду «Кальви». Но на этот раз даже чемпионат Корсики ему не покорился и он оставил клуб.

### Первые успехи
В 1998 году Аккорси неожиданно принимает предложение клуба «Конган Хошимин» и переезжает во Вьетнам. Единым успехом Аккорси у руля клуба «Конган Хошимин» можно считать Кубок Вьетнама, выигранный в 1998 году. Он же стал и первым успехом в его тренерской карьере.
В 2000 году Аккорси в очередной раз вернулся на Корсику. На этот раз в клуб «Газелек Аяччо». Клуб завершил сезон в Национальном чемпионате на 8 месте, но из-за финансовых проблем был отправлен в чемпионат любителей. Аккорси остался в клубе, но не смог вернуть его обратно в профи и ушёл в 2001.

### По всему миру
В том же 2001 году Аккорси возглавил оманский клуб «Аль-Оруба Сур» из города Сур. Команда выиграла золотые медали чемпионата сезона 2001—2002. Но Аккорси покинул клуб после победного сезона.
Аккорси перешёл в клуб «Беджайя». Но работа вновь вышла провальной. В первом сезоне под его руководством клуб занял десятое место, а во втором — последнее. Набрав 17 очков, клуб вылетел из Первой Лиги. Для Аккорси это был уже второй опыт понижения в классе за время работы в Северной Африке. Однако, в отличие от Туниса, Аккорси доверили возвращать клуб обратно в Первую Лигу. Но по итогам сезона клуб занял лишь девятое место во Второй Лиге и Аккорси был уволен в 2005.
И в том же 2005 он принял неожиданное решение — тренировать на Мадагаскаре. Он возглавил местный клуб «ЮСКАФ». И вернул им чемпионский титул впервые с 1969 года. Вдобавок к этому выиграв Кубок Мадагаскара, который был первым в истории клуба. В дальнейшем он ещё раз вышел в финал Кубка, но стал лишь финалистом в 2006 году. Он покинул остров в 2007.
В 2009 году Аккорси переезжает в Бенин чтобы возглавить местный клуб «Краке» в только что возобновившемся бенинском чемпионате. Выиграть его не удалось, и Аккорси покинул команду в 2010 году.

### Сборная ЦАР
В 2010 году Аккорси возглавил сборную Центральноафриканской Республики. В последнее время сборная под его руководством показывает неплохой футбол и добивается результата, претендуя на выход в финальную часть Кубка Африки. Сборная ЦАР добилась сенсационной ничьей с Марокко в Рабате 0:0 и домашней победы над Алжиром 2:0.
В мае 2012 покинул сборную ЦАР после того, как ему не платили зарплату 8 месяцев подряд.

## Достижения

### Тренерские
«Конган Хошимин»
Обладатель Кубок Вьетнама: (1)
- 1998

 «Аль-Оруба»
Чемпион Омана: (1)
- 2001/02

 «ЮСКАФ»
Чемпион Мадагаскара: (1)
- 2005

Обладатель Кубка Мадагаскара: (1)
- 2005

Финалист Кубка Мадагаскара: (1)
- 2006